# مدرع عملاق
المدرع العملاق (الاسم العلمي: Priodontes) هو جنس من الحيوانات يتبع فصيلة المدرعات المتدثرة وأشباهها من رتبة الحزاميات.

## أنواع المدرع العملاق
- مدرع كبير